# Улица Хобузепеа
Улица Хо́бузепеа (эст. Hobusepea tänav, Конская голова) — короткая (90 метров) улица в историческом районе Старый город Таллина (Эстония), соединяет улицы Пикк и Лай.

## История
Упоминание улицы встречается в источниках со второй половины XV века. Происхождение современного названия объясняется следующим образом: на улице жил торговец лошадьми Ханс Ханнеманн, в связи с чем улица получила название Perdekopstrate (улица Торговца лошадьми). В последующие времена прежнее Кор было изменено на Kopf (в переводе с немецкого — «голова»), что дало новое название — Лошадиная голова (нем. Pferde — лошадь).
В начале XX века улица носила название Конная улица. С 1923 по 1987 год — улица Хобузе (эст. Hobuse tänav).

## Застройка[5]
д. 2 — Галерея Хобусепеа
д. 12 — жилой дом, XV век.

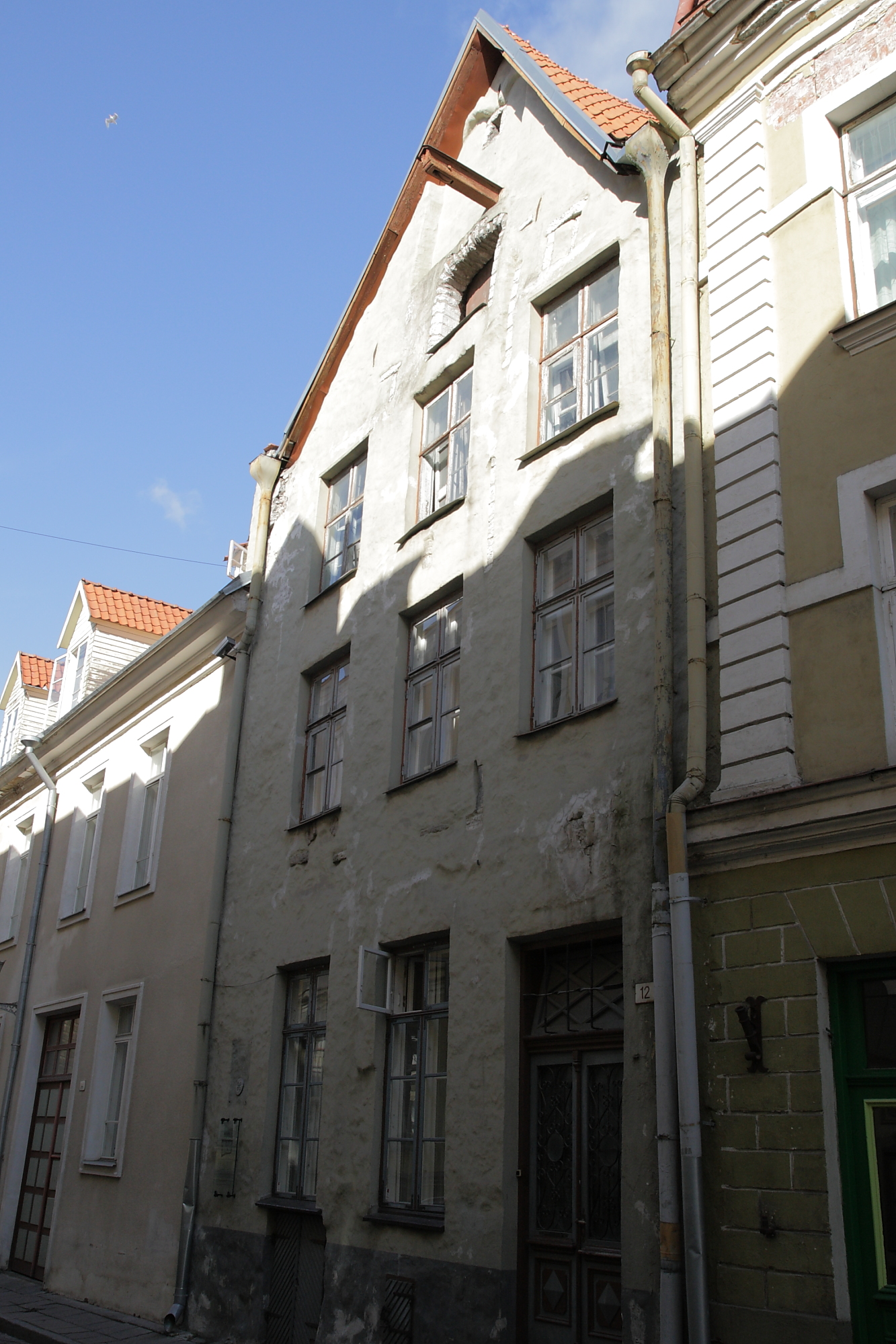
Дом 12, XV век

Нечётную сторону улицы занимают дома, отнесённые к улице Пикк: д. 25 — бывший доходный дом Буштедта (1908—1909, архитектор Жак Розенбаум) и д. 19 — посольство Российской Федерации.

## Улица в кинематографе
На улице проходили съёмки фильма «Собака Баскервилей».